# 臺北市私立滬江高級中學
臺北市私立滬江高級中學(Hujiang High School)，簡稱滬江高中、HJHS。是一所技術型高級中等學校，位於臺灣臺北市文山區，鄰近景美溪、景美夜市、世新大學。

該校由基督教浸信會以及上海滬江大學校友吳嵩慶、周聯華等人隨中華民國政府遷台後創辦。

## 校史

### 1956年至今簡史
- 1956年上海滬江大學校友(吳嵩慶、周聯華人等)籌組「創辦人會」。
- 1958年9月奉臺灣省政府教育廳核准臺北縣私立滬江中學立案招生。
- 1968年停辦初中，更名為「臺北市私立滬江高級中學」。
- 1968年增設會計統計科，創辦夜間部。
- 1969年設電工科。
- 1970年設電子科、建築科、綜合商業科。同年夜間部更名「進修學校」。
- 1980年停辦電工科和會計統計科。
- 1987年設資料處理科。
- 1988年綜合商業科改為商業經營科。
- 1989年設室內空間設計科。
- 1996年建國中學徐立主任自建中退休後聘任為滬江高中校長，並將多位建中退休名師帶至滬江。
- 1997年普通科試辦「綜合高中實驗課程」。
- 1998年商業經營科停辦。
- 2000年因建築科一年級招生人數不足一班，因此將建築科及室內空間設計科一年信班合為一班，合稱建設一信，3年來共同科目一起上，專業科目分開上。
- 2002年建築科停辦。
- 2011年榮獲99學年度高中籃球聯賽女子組第一名。
- 2013年榮獲101學年度高中籃球聯賽女子組第二名。
- 2015年電子科改為航空電子科。
- 2019年增設幼兒保育科。
- 2020年停辦資料處理科。
- 2020年成立附設員工子女托嬰中心、幼兒園、課後照護中心。
- 2022年停辦綜合高中實驗課程、廣告設計科、幼兒保育科。
- 2023年停辦資訊科。

## 校訓
- 信——信实待人，事事谦冲自处
- 义——义理存心，时时反观自省
- 勤——勤俭进取，日日努力不懈
- 爱——爱人如己，常常感恩回馈

### 歷任董事長
第一任：吳嵩慶 先生（1956－1967）
第二任：陳舜畊 先生（1967－1970）
第三任：周聯華 牧師（1970－1973）
第四任：牛天文 先生（1973－1976）
第五任：錢傑夫 先生（1976－1979）
第六任：牛徐金珠 女士（1979－1982）
第七任：周聯華 牧師（1982－1986）
第八任：王國琦 先生（1986－1992）
第九任：錢龍韜 先生（1992－2000）
第十任：徐承孝 先生（2000－2005）
第十一任：劉友員 女士（2005-2014）
第十二任：許恒進 先生（2014-）

### 歷任校長
第一任：陳椿葆 先生（1958－1959）
第二任：臧美徒 先生（1959－1967）
第三任：閰人俊 先生（1967－1970）
第四任：劉慕唐 先生（1970－1972）
第五任：劉廉一 先生（1972－1974）
第六任：王申望 女士（1974－1986）
第七任：汪乾文 先生（1986－1991）
第八任：裴尚苑 先生（1991－1996）
第九任：徐  立 先生（1996－2005）
第十任：王禮駿 先生（2005-2015）
第十一任：蔡玲玲 女士（2015-2021）
第十二任：江書良 先生（2021-2023）
第十三任：許秀玲 女士（現任）

## 校園景觀

### 中正堂
本棟建築為地下一層、地上二層之建築

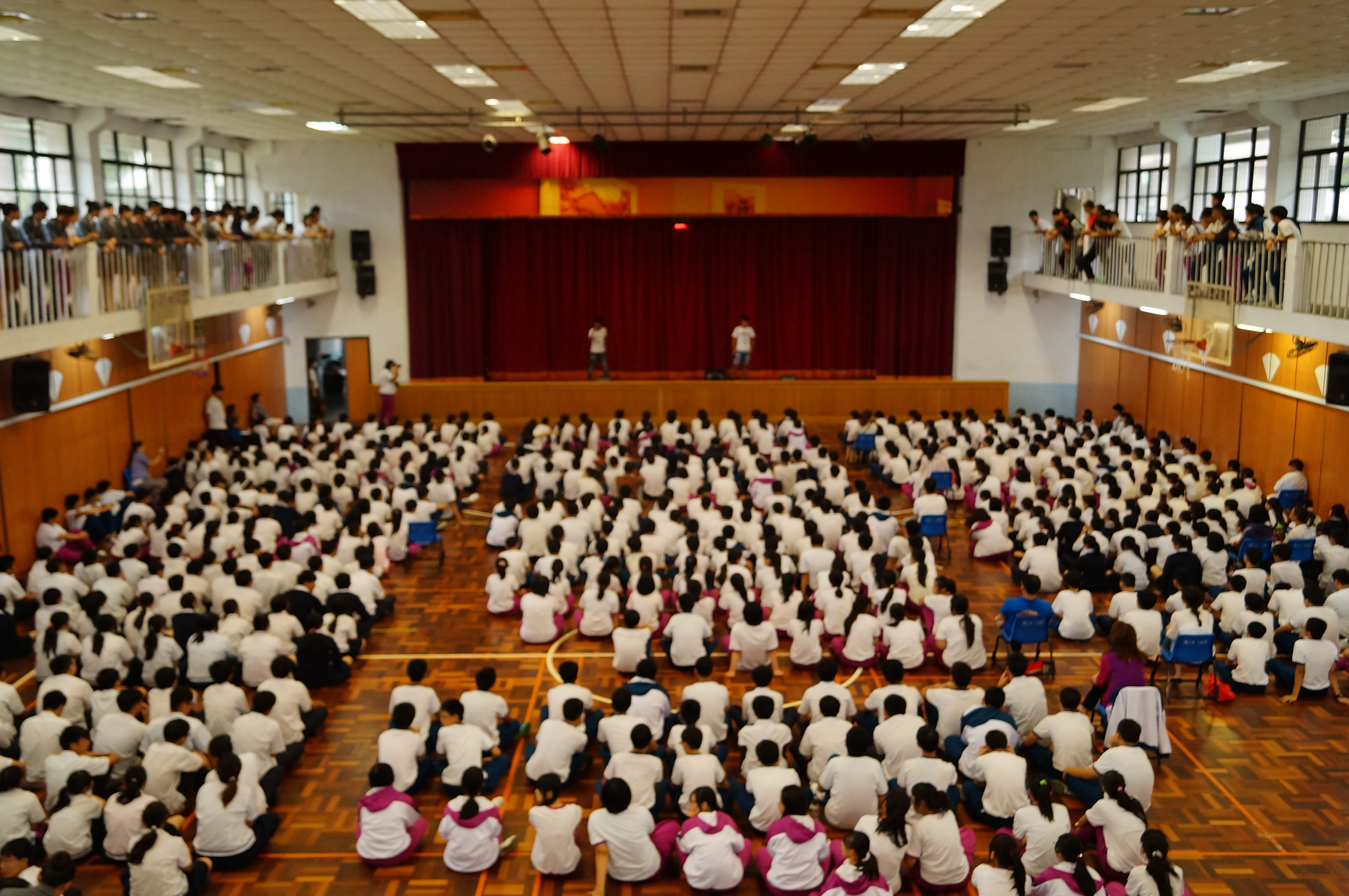
中正堂 多功能體育館內部
(2014年)

- 本棟與信義樓一、二樓連通，與勤愛樓二樓間有空橋連通。

- 地下一樓為多功能展示空間。

- 一樓為學校行政中心。

- 二樓為室內多功能體育館及大禮堂。

### 天文堂
為紀念滬江高中創辦人之一牛天文先生而命名，本棟為地上二層之建築。
- 本棟與勤愛樓二樓之間有空橋連通。

- 一樓為品評室、餐飲科複合式專業教室為餐飲管理科使用。

- 二樓為餐飲科複合式專業教室、國際教育基地及兩間智慧教室。

### 信義樓

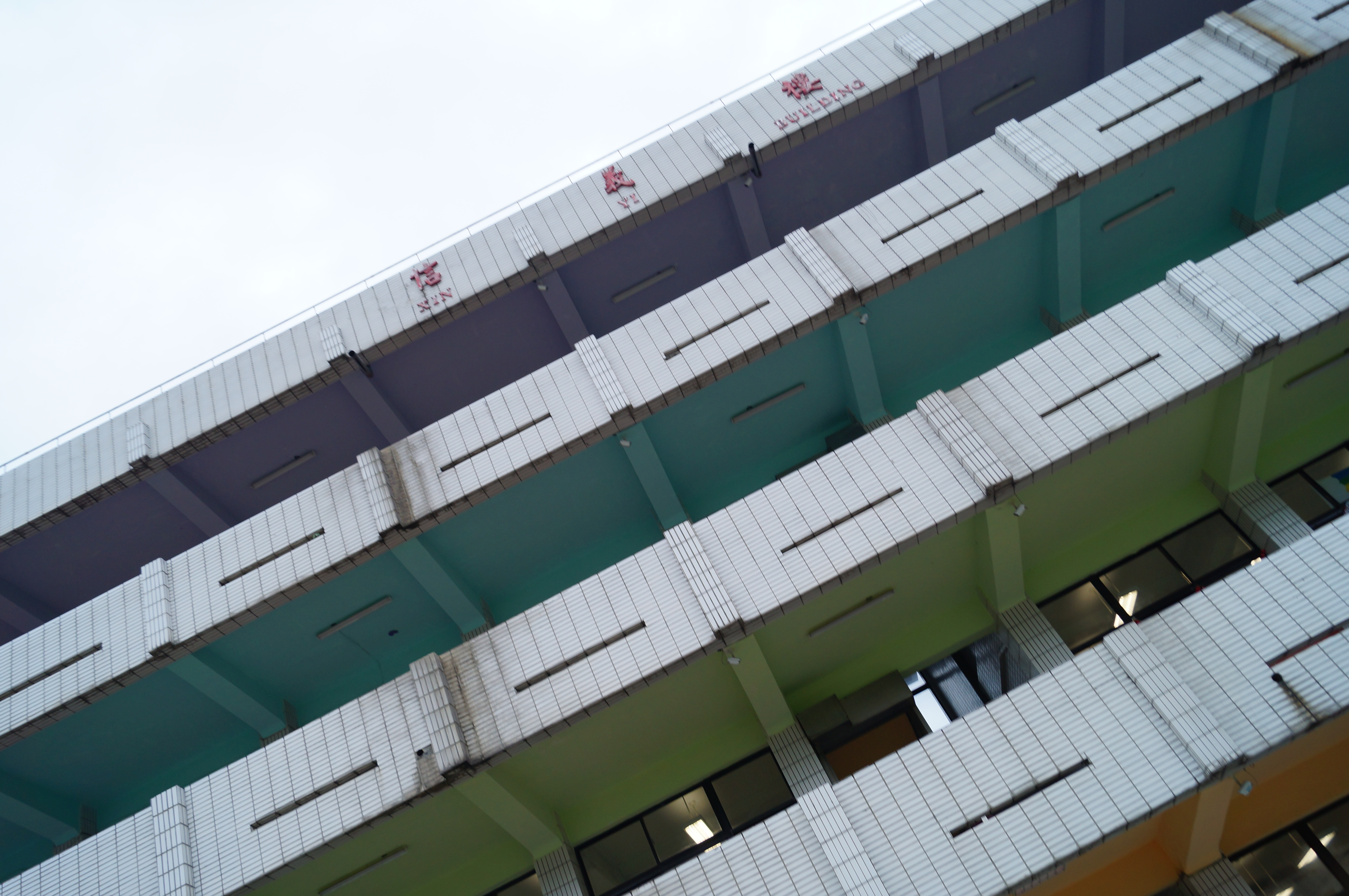
仰看信義樓，其內部天花板甫粉刷完畢。
(2014年)

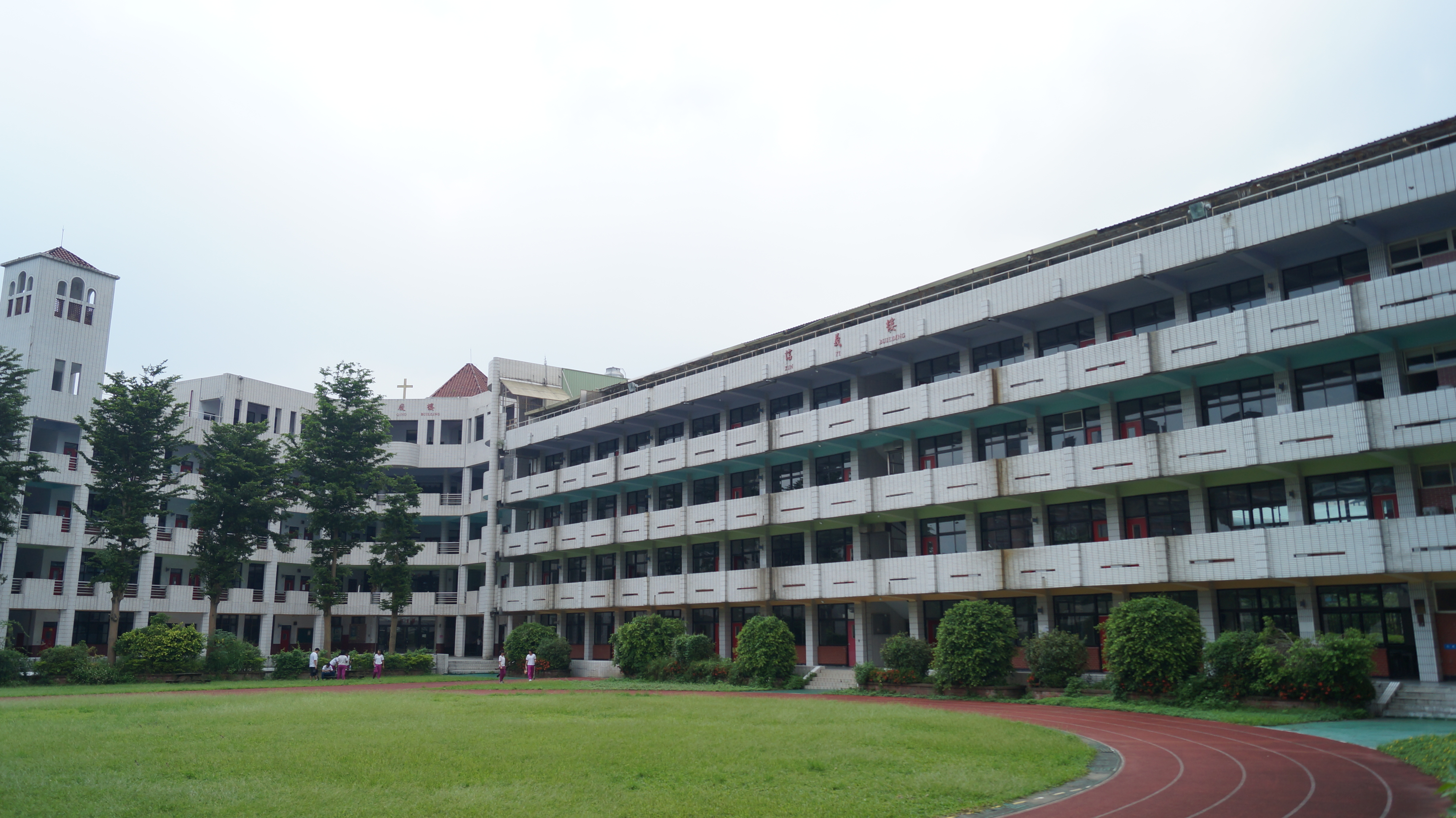
信義樓與崧慶樓連接
(2014年)

由滬江高中校訓信義勤愛中「信義」而命名，是校內最久之建築。在921大地震後由教育局補助修繕。本棟為地上五層之建築。
- 本棟與嵩慶樓完全連通。

- 一樓為普通教室、室設科群科教室與濯亞實驗教育教室。

- 二樓為普通教室與濯亞實驗教育教室。

- 三樓為普通教室與濯亞實驗教育教室。

- 四樓為普通教室與濯亞實驗教育教室。

- 五樓為製圖教室。

### 嵩慶樓
為紀念滬江高中創辦人之一，董事長吳嵩慶先生而命名。本棟建築為地下一層、地上五層，因頂樓設有禮拜堂，遂於樓頂設立十字架以象徵基督。
- 本棟與信義樓完全連通。

- 一樓為托嬰中心、幼兒園、辦公室及多元智能學習工作室。

- 二樓為幼兒園教室、表演廳。

- 三樓為幼兒園教室、表演廳、董事會。

- 四樓為課後照顧中心教室。

- 五樓為輔導教室、教堂挑高層及輔導室。

### 勤愛樓

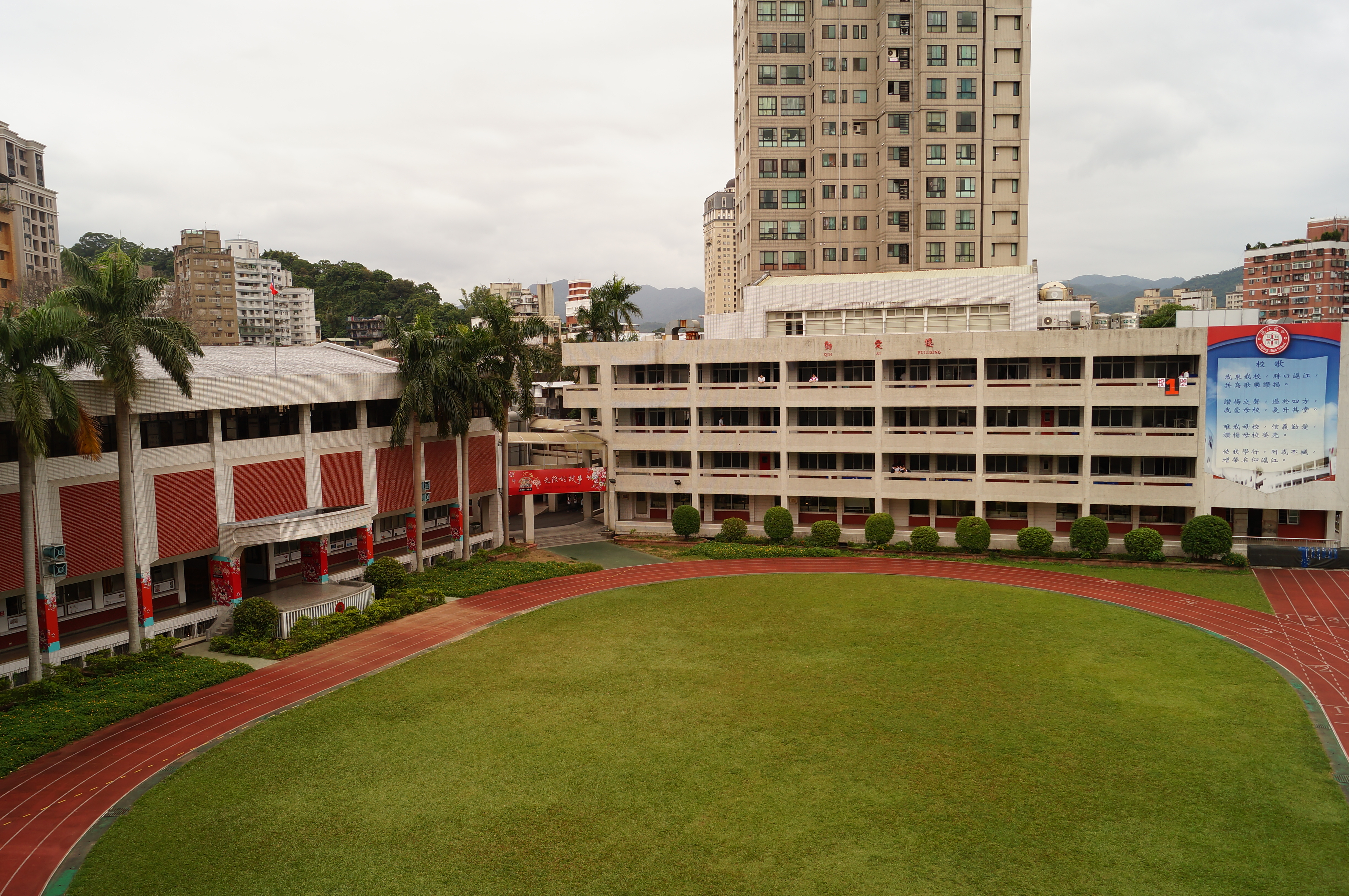
勤愛樓與中正堂
(2014年)

由滬江高中校訓信義勤愛中「勤愛」而命名。本棟建築為地下一層、地上五層。
- 本棟與中正堂及天文堂二樓之間有空橋連通。

- 地下一樓為學生餐廳／福利社／熱食部（大福）。

- 一樓為餐飲科中餐、西餐烹飪教室、烘焙教室。

- 二樓為餐飲科普通教室及咖啡烘豆教室。

- 三樓為餐飲科普通教室及飲調教室。

- 四樓為餐飲科普通教室及餐服教室。

- 五樓為餐旅服務情境教室。

### 游泳池

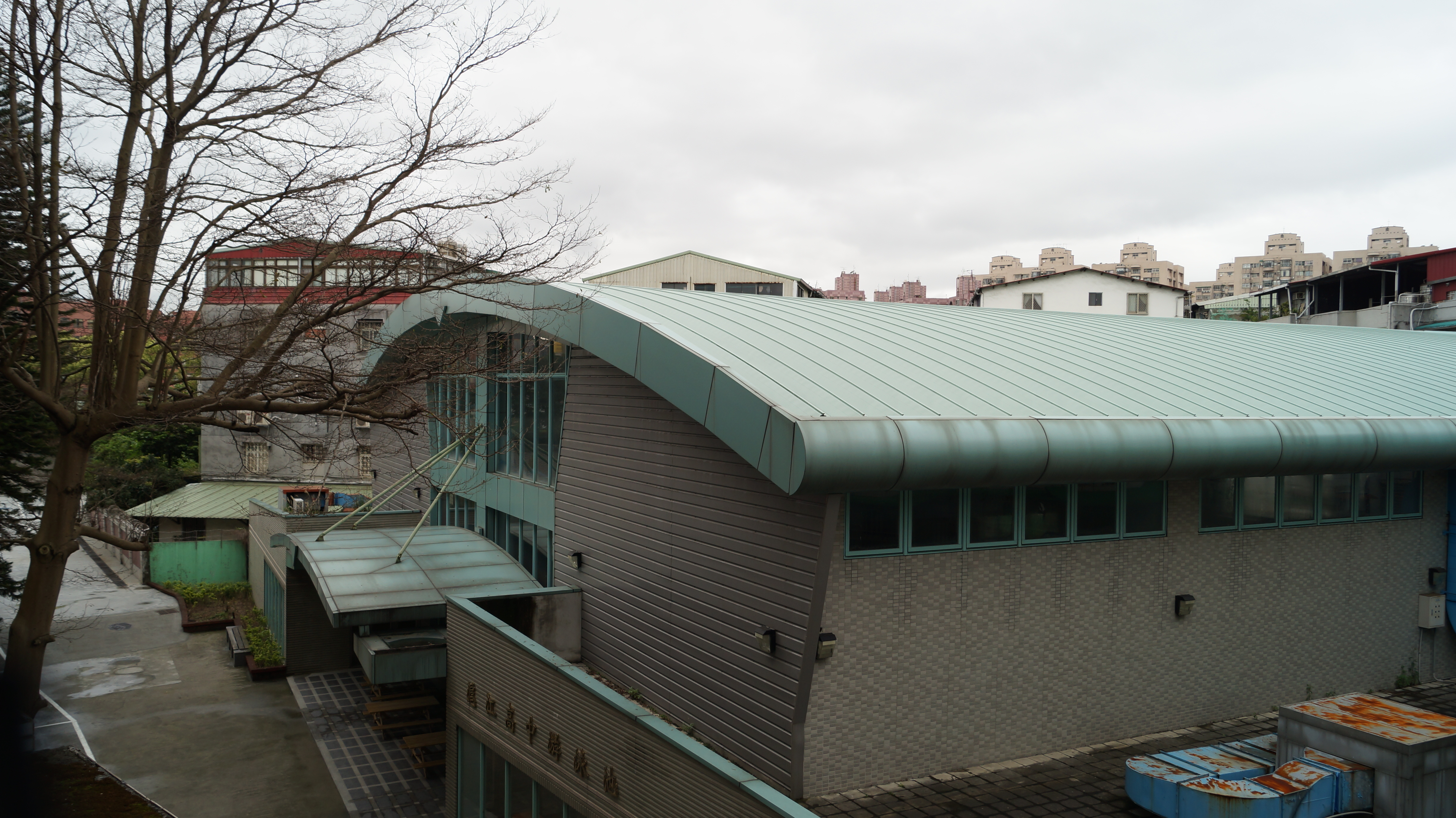
游泳池(2014年)

本棟建築為地上一層（挑高兩層）。原為露天游泳池，近年改建為室內游泳池，備有SPA池以及烤箱。

### 資訊樓
本棟建築為地下一層、地上四層。
- 本棟為獨立建築。

- 地下一樓為一般電腦教室及韻律教室。

- 一樓為電競教室、一般電腦教室、創客教室、資訊室。

- 二樓為一般電腦教室。

- 三樓為四間一般教室及電路刻蝕教室。

- 四樓為一般電腦教室、電子實習工廠。

### 其他建築、設施及景觀
- 多元智能學習工作室前廣場：為許多外堂課班級集合之處。位於嵩慶樓與信義樓交界處,因一出圖書館便能見此廣場而得名。又稱「嵩慶前廣場」，2020年設為幼兒園戶外活動廣場，使用安全網與高中部分隔。

## 學號、科別、班級序

### 學號
滬江高中學生學號全部為八碼，但為方便識別均簡化為五碼。第一碼為該生入學學年度之尾數，第二碼為科別代號，第三到五碼為該生之編號。
學號顏色以紅色、金黃色、土耳其藍三色代表年級並輪替。
- 例：本學年度高一為土耳其藍色，高二為紅色，高三為金黃色；明年高一為金黃色，高二為土耳其藍色，高三為紅色，以此類推。

### 科別
滬江高中科別及其代號：
- 綜合高中部：1
- 航空電子科：0
- 資訊科：9
- 室內空間設計科：4
- 資料處理科：6
- 廣告設計科：7
- 餐飲管理科：8

### 班級序
滬江高中不論科別，均以「信、義、勤、愛、嵩、慶」做為班級序續。
自103學年度（2014年九月）開始，班級序續加入「慶」，目前僅餐飲管理科納入編列，其他科別因招生限制，大多僅使用至「信」、「義」、「勤」、「愛」等班級序續。

## 組織

### 創辦人會
滬江高中以「創辦人會」監督董事會，不干涉學校的事務運作，且董事長不得為非滬江高中校友。